# Mocho-Choshuenco
Der Doppelvulkan Mocho-Choshuenco befindet sich in den Gemeinden Panguipulli und Futrono, in den Provinzen Valdivia und Ranco, in der chilenischen Región de Los Ríos. Er befindet sich auf der Liquiñe-Ofqui-Störungszone am Westrand der Andenkordillere. 

## Geographie
Der Mochogipfel hat eine Höhe von 2422 m. Der ältere, bereits erodierte und steilere Choshuenco ist 2415 m hoch. Der Mocho hatte 1864 und 1937 registrierte Eruptionen. Auf dem Vulkankomplex befinden sich verschiedene Gletscher. Der stabilste Gletscher befindet sich auf der Südost-Flanke und wird Mocho Gletscher genannt.  Die Gletscher haben sich in den letzten Jahrzehnten stark zurückgezogen. Die Gletscherfläche betrug 1976 etwa 29,4 km² und 2003 nur noch 16,9 km². Das bedeutet einen Verlust von 40,5 %. Die Vergletscherung geht vom Gipfelbereich (2400 m) bis auf 1700 m herab.
Bemerkenswert ist die Umgebung des Vulkans, die durch ein Zungenbeckensystem mit drei großen Seen aus der letzten Eiszeit gekennzeichnet ist, den Lago Riñihue, den Lago Panguipulli und den Lago Neltume. Das Reserva Nacional Mocho Choshuenco und das private Schutzgebiet Reserva Biológica Huilo Huilo befinden sich auf dem Vulkankomplex Mocho-Choshuenco.
Nach alten Karten der ersten Eroberer ist es sehr wahrscheinlich, dass der Mocho-Choshuenco dem Vulkan Valdivia aufgrund seiner Lage entspricht.
Die gelbe Verfärbung des Vulkangestein im Lauf der Zeit hat dem Vulkan den Namen „Choshuenco“ gegeben, in der Sprache der Mapuche heißt dies „Fluss von gelber Farbe“.